# Arik Yanko
Arik Yanko (in ebraico אריק ינקו‎?; Rishon LeZion, 21 dicembre 1991) è un calciatore israeliano, portiere dell'H. Rishon LeZion.

## Carriera

### Club
Yanko ha cominciato la carriera con la maglia dello Hapoel Tel Aviv, prima di passare allo Hakoah Ramat Gan. Ha esordito con questa maglia il 26 settembre 2011, nella vittoria per 2-1 sullo Hapoel Herzliya.

### Nazionale
Yanko è stato convocato nella Nazionale israeliana Under-21 dal commissario tecnico Guy Luzon, in vista del campionato europeo di categoria 2013.